# 27ª edizione dei Critics' Choice Awards
La 27ª edizione dei Critics' Choice Awards è stato presentato il 13 marzo 2022, al Fairmont Century Plaza Hotel, per onorare il cinema e la televisione del 2021.
Le candidature sono state annunciate il 13 dicembre 2021, mentre la cerimonia è stata trasmessa in simultanea su The CW e TBS. L'edizione è staya condotta da Taye Diggs e Nicole Byer.
Belfast e West Side Story hanno guidato con 11 candidature ciascuno, seguiti da Dune e Il potere del cane con 10. Netflix ha ricevuto un totale di 42 nomination, 24 per il cinema e 18 per la televisione, il massimo per qualsiasi studio o rete.
Il 22 dicembre 2021, la cerimonia, originariamente prevista per il 9 gennaio 2022, è stata ritardata a causa di preoccupazioni legate alla pandemia di COVID-19, che coinvolgono l'ondata diffusa della variante Omicron negli Stati Uniti.

## Premi per il cinema

### Miglior film
- Il potere del cane (The Power of the Dog), regia di Jane Campion
- Belfast, regia di Kenneth Branagh
- CODA - I segni del cuore (CODA), regia di Sian Heder
- Don't Look Up, regia di Adam McKay
- Dune, regia di Denis Villeneuve
- Una famiglia vincente - King Richard (King Richard), regia di Reinaldo Marcus Green
- Licorice Pizza, regia di Paul Thomas Anderson
- La fiera delle illusioni - Nightmare Alley (Nightmare Alley), regia di Guillermo del Toro
- Tick, Tick... Boom!, regia di Lin-Manuel Miranda
- West Side Story, regia di Steven Spielberg

### Miglior regista
- Jane Campion – Il potere del cane (The Power of the Dog)
- Paul Thomas Anderson – Licorice Pizza
- Kenneth Branagh – Belfast
- Guillermo del Toro – La fiera delle illusioni - Nightmare Alley (Nightmare Alley)
- Steven Spielberg – West Side Story
- Denis Villeneuve – Dune

### Miglior attore protagonista
- Will Smith – Una famiglia vincente - King Richard (King Richard)
- Nicolas Cage – Pig - Il piano di Rob (Pig)
- Benedict Cumberbatch – Il potere del cane (The Power of the Dog)
- Peter Dinklage – Cyrano
- Andrew Garfield – Tick, Tick... BOOM!
- Denzel Washington – Macbeth (The Tragedy of Macbeth)

### Miglior attrice protagonista
- Jessica Chastain – Gli occhi di Tammy Faye (The Eyes of Tammy Faye)
- Olivia Colman – La figlia oscura (The Lost Daughter)
- Lady Gaga – House of Gucci
- Alana Haim – Licorice Pizza
- Nicole Kidman – A proposito dei Ricardo (Being the Ricardos)
- Kristen Stewart – Spencer

### Miglior attore non protagonista
- Troy Kotsur – CODA - I segni del cuore (CODA)
- Jamie Dornan – Belfast
- Ciarán Hinds – Belfast
- Jared Leto – House of Gucci
- J. K. Simmons – A proposito dei Ricardo (Being the Ricardos)
- Kodi Smit-McPhee – Il potere del cane (The Powe of the Dog)

### Miglior attrice non protagonista
- Ariana DeBose – West Side Story
- Caitríona Balfe – Belfast
- Ann Dowd – Mass
- Kirsten Dunst – Il potere del cane (The Power of the Dog)
- Aunjanue Ellis –  Una famiglia vincente - King Richard (King Richard)
- Rita Moreno – West Side Story

### Miglior giovane interprete
- Jude Hill – Belfast
- Cooper Hoffman – Licorice Pizza
- Emilia Jones – CODA - I segni del cuore (CODA)
- Woody Norman – C'mon C'mon
- Saniyya Sidney –  Una famiglia vincente - King Richard (King Richard)
- Rachel Zegler – West Side Story

### Miglior cast corale
- Belfast
- Don't Look Up
- The Harder They Fall
- Licorice Pizza
- Il potere del cane (The Power of the Dog)
- West Side Story

### Migliore sceneggiatura originale
- Kenneth Branagh – Belfast
- Paul Thomas Anderson – Licorice Pizza
- Zach Baylin – Una famiglia vincente - King Richard (King Richard)
- Adam McKay e David Sirota – Don't Look Up
- Aaron Sorkin – A proposito dei Ricardo (Being the Ricardos)

### Migliore sceneggiatura non originale
- Jane Campion  – Il potere del cane (The Power of the Dog)
- Maggie Gyllenhaal – La figlia oscura (The Lost Daughter)
- Sian Heder – CODA - I segni del cuore (CODA)
- Tony Kushner – West Side Story
- Eric Roth, Jon Spaihts, e Denis Villeneuve – Dune

### Miglior fotografia
- Ari Wegner – Il potere del cane (The Power of the Dog)
- Bruno Delbonnel – Macbeth (The Tragedy of Macbeth)
- Greig Fraser – Dune
- Janusz Kamiński – West Side Story
- Dan Laustsen – La fiera delle illusioni - Nightmare Alley (Nighmare Alley)
- Haris Zambarloukos – Belfast

### Miglior montaggio
- Sarah Broshar e Michael Kahn – West Side Story
- Úna Ní Dhonghaíle – Belfast
- Andy Jurgensen – Licorice Pizza
- Peter Sciberras – Il potere del cane (The Power of the Dog)
- Joe Walker – Dune

### Migliori costumi
- Jenny Beavan – Crudelia (Cruella)
- Bob Morgan e Jacqueline West – Dune
- Luis Sequeira – La fiera delle illusioni - Nightmare Alley (Nighmare Alley)
- Paul Tazewell – West Side Story
- Janty Yates – House of Gucci

### Miglior scenografia
- Zsuzsanna Sipos e Patrice Vermette – Dune
- Jim Clay e Claire Nia Richards – Belfast
- Rena DeAngelo e Adam Stockhausen – The French Dispatch of the Liberty, Kansas Evening Sun
- Rena DeAngelo e Adam Stockhausen – West Side Story
- Tamara Deverell e Shane Vieau – La fiera delle illusioni - Nighmare Alley (Nightmare Alley)

### Migliore colonna sonora
- Hans Zimmer – Dune
- Nicholas Britell – Don't Look Up
- Jonny Greenwood – Il potere del cane (The Power of the Dog)
- Jonny Greenwood – Spencer
- Nathan Johnson – La fiera delle illusioni - Nighmare Alley (Nightmare Alley)

### Miglior canzone originale
- No Time to Die –  No Time to Die
- Be Alive – Una famiglia vincente - King Richard (King Richard)
- Dos Oruguitas – Encanto
- Guns Go Bang – The Harder They Fall
- Just Look Up – Don't Look Up

### Miglior trucco e acconciature
- Gli occhi di Tammy Faye (The Eyes of Tammy Faye)
- Crudelia (Cruella)
- Dune
- House of Gucci
- La fiera delle illusioni - Nighmare Alley (Nightmare Alley)

### Migliori effetti speciali
- Dune
- Matrix Resurrections (The Matrix Resurrections)
- La fiera delle illusioni - Nighmare Alley (Nightmare Alley)
- No Time to Die
- Shang-Chi e la leggenda dei Dieci Anelli (Shang-Chi and the Legend of the Ten Rings)

### Miglior film commedia
- Licorice Pizza, regia di Paul Thomas Anderson
- Barb and Star Go to Vista Del Mar, regia di Josh Greenbaum
- Don't Look Up, regia di Adam McKay
- Free Guy - Eroe per gioco (Free Guy), regia di Shawn Levy
- The French Dispatch of the Liberty, Kansas Evening Sun, regia di Wes Anderson

### Miglior film straniero
- Drive My Car,  regia di Ryūsuke Hamaguchi (Giappone)
- È stata la mano di Dio, regia di Paolo Sorrentino (Italia)
- Flee (Flugt), regia di Jonas Poher Rasmussen (Danimarca, Francia, Norvegia, Svezia, Regno Unito, USA)
- Un eroe (Qahremān), regia di Asghar Farhadi (Francia, Iran)
- La persona peggiore del mondo (Verdens verste menneske), regia di Joachim Trier (Norvegia)

### Miglior film animato
- Encanto, regia di Byron Howard e Jared Bush
- Flee (Flugt), regia di Jonas Poher Rasmussen
- Luca, regia di Enrico Casarosa
- I Mitchell contro le macchine (The Mitchells vs. the Machines), regia di Mike Rianda
- Raya e l'ultimo drago (Raya and the Last Dragon), regia di Don Hall e Carlos López Estrada

### #SeeHer Award
- Halle Berry

## Premi per la televisione

### Miglior serie drammatica
- Succession (HBO)
- Evil (Paramount+)
- For All Mankind (Apple TV+)
- The Good Fight (Paramount+)
- Pose (FX)
- Squid Game (Netflix)
- This Is Us (NBC)
- Yellowjackets (Showtime)

### Miglior attore protagonista in una serie drammatica
- Lee Jung-jae – Squid Game (Netflix)
- Sterling K. Brown – This Is Us (NBC)
- Mike Colter – Evil (Paramount+)
- Brian Cox – Succession (HBO)
- Billy Porter – Pose (FX)
- Jeremy Strong – Succession (HBO)

### Miglior attrice protagonista in una serie drammatica
- Melanie Lynskey – Yellowjackets (Showtime)
- Uzo Aduba – In Treatment (HBO)
- Chiara Aurelia – Cruel Summer (Freeform)
- Christine Baranski – The Good Fight (Paramount+)
- Katja Herbers – Evil (Paramount+)
- MJ Rodriguez – Pose (FX)

### Miglior attore non protagonista in una serie drammatica
- Kieran Culkin – Succession (HBO)
- Nicholas Braun – Succession (HBO)
- Billy Crudup – The Morning Show (Apple TV+)
- Justin Hartley – This Is Us (NBC)
- Matthew Macfadyen – Succession (HBO)
- Mandy Patinkin – The Good Fight (Paramount+)

### Miglior attrice non protagonista in una serie drammatica
- Sarah Snook – Succession (HBO)
- Christine Lahti – Evil (Paramount+)
- Andrea Martin – Evil (Paramount+)
- Audra McDonald – The Good Fight (Paramount+)
- J. Smith-Cameron – Succession (HBO)
- Susan Kelechi Watson – This Is Us (NBC)

### Miglior serie commedia
- Ted Lasso (Apple TV+)
- The Great (Hulu)
- Hacks (HBO Max)
- Insecure (HBO)
- Only Murders in the Building (Hulu)
- The Other Two (HBO Max)
- Reservation Dogs (FX on Hulu)
- What We Do in the Shadows (FX)

### Miglior attore in una serie commedia
- Jason Sudeikis – Ted Lasso (Apple TV+)
- Iain Armitage – Young Sheldon (CBS)
- Nicholas Hoult – The Great  (Hulu)
- Steve Martin – Only Murders in the Building (Hulu)
- Kayvan Novak – What We Do in the Shadows  (FX)
- Martin Short – Only Murders in the Building  (Hulu)

### Miglior attrice in una serie commedia
- Jean Smart – Hacks (HBO Max)
- Elle Fanning – The Great  (Hulu)
- Renée Elise Goldsberry – Girls5eva (Peacock)
- Selena Gomez – Only Murders in the Building  (Hulu)
- Sandra Oh – La direttrice (The Chair) (Netflix)
- Issa Rae – Insecure (HBO)

### Miglior attore non protagonista in una serie commedia
- Brett Goldstein – Ted Lasso (Apple TV+)
- Ncuti Gatwa – Sex Education (Netflix)
- Harvey Guillén – What We Do in the Shadows (FX)
- Brandon Scott Jones – Ghosts (CBS)
- Ray Romano – Made for Love (HBO Max)
- Bowen Yang – Saturday Night Live (NBC)

### Miglior attrice non protagonista in una serie commedia
- Hannah Waddingham – Ted Lasso (Apple TV+)
- Kristin Chenoweth – Schmigadoon! (Apple TV+)
- Hannah Einbinder – Hacks (HBO Max)
- Molly Shannon – The Other Two (HBO Max)
- Cecily Strong – Saturday Night Live (NBC)
- Josie Totah – Saved by the Bell (Peacock)

### Miglior miniserie TV
- Omicidio a Easttown (Mare of Easttown) (HBO)
- Dopesick - Dichiarazione di dipendenza (Dopesick) (Hulu)
- Dr. Death (Peacock)
- It's a Sin (HBO Max)
- Maid (Netflix)
- Midnight Mass (Netflix)
- La ferrovia sotterranea (The Underground Railroad) (Prime Video)
- WandaVision (Disney+)

### Miglior film TV
- Oslo (HBO)
- Come From Away (Apple TV+)
- List of a Lifetime (Lifetime)
- La mappa delle piccole cose perfette (The Map of Tiny Perfect Things) (Prime Video)
- Robin Roberts Presents: Mahalia (Lifetime)
- Lo straordinario mondo di Zoey (Zoey's Extraordinary Christmas) (The Roku Channel)

### Miglior attore protagonista in una miniserie o film TV
- Michael Keaton – Dopesick - Dichiarazione di dipendenza (Dopesick) (Hulu)
- Olly Alexander – It's a Sin (HBO Max)
- Paul Bettany – WandaVision (Disney+)
- William Jackson Harper – Love Life  (HBO Max)
- Joshua Jackson – Dr. Death (Peacock)
- Hamish Linklater – Midnight Mass (Netflix)

### Miglior attrice protagonista in una miniserie o film TV
- Kate Winslet – Omicidio a Easttown (Mare of Easttown) (HBO)
- Danielle Brooks – Robin Roberts Presents: Mahalia (Showtime)
- Cynthia Erivo – Genius: Aretha (National Geographic)
- Thuso Mbedu – La ferrovia sotterranea (Prime Video)
- Elizabeth Olsen – WandaVision  (Disney+)
- Margaret Qualley – Maid (Netflix)

### Miglior attore non protagonista in una miniserie o film TV
- Murray Bartlett – The White Lotus (HBO)
- Zach Gilford – Midnight Mass (Netflix)
- William Jackson Harper – La ferrovia sotterranea (The Underground Railroad) (Prime Video)
- Evan Peters – Omicidio a Easttown (Mare of Easttown) (HBO)
- Christian Slater – Dr. Death (Peacock)
- Courtney B. Vance – Genius: Aretha (National Geographic)

### Miglior attrice non protagonista in una miniserie o film TV
- Jennifer Coolidge – The White Lotus (HBO)
- Kaitlyn Dever – Dopesick - Dichiarazione di dipendenza (Dopesick) (Hulu)
- Kathryn Hahn – WandaVision (Disney+)
- Melissa McCarthy – Nine Perfect Strangers (Hulu)
- Julianne Nicholson – Omicidio a Easttown (Mare of Easttown) (HBO)
- Jean Smart – Omicidio a Easttown  (Mare of Easttown) (HBO)

### Miglior serie animata
- What If...? (Disney+)
- Big Mouth (Netflix)
- Bluey (Disney Junior)
- Bob's Burgers (Fox)
- The Great North (Fox)
- Q-Force (Netflix)

### Miglior serie straniera
- Squid Game (Netflix)
- Acapulco (Apple TV+)
- Chiami il mio agente! (Dix pour cent) (Netflix)
- Lupin (Netflix)
- La casa di carta (La casa de papel) (Netflix)
- Narcos: Messico (Netflix)

### Miglior Talk Show
- Last Week Tonight with John Oliver (HBO)
- The Amber Ruffin Show (Peacock)
- Desus & Mero (Showtime)
- The Kelly Clarkson Show (NBC / Syndicated)
- Late Night with Seth Meyers (NBC)
- Watch What Happens Live with Andy Cohen (Bravo)

### Miglior commedia speciale
- Bo Burnham: Inside (Netflix)
- Good Timing with Jo Firestone (Peacock)
- James Acaster: Cold Lasagne Hate Myself 1999 (Vimeo)
- Joyelle Nicole Johnson: Love Joy (Peacock)
- Nate Bargatze: The Greatest Average American (Netflix)
- Trixie Mattel: One Night Only (YouTube)